# Hylesia dissimilis
Hylesia dissimilis är en fjärilsart som beskrevs av Herrich-Schäffer 1856. Hylesia dissimilis ingår i släktet Hylesia och familjen påfågelsspinnare. Inga underarter finns listade i Catalogue of Life.